# Temperatura de soroll

Fig.1 Temperatura de soroll d'un component

Temperatura de soroll, en electrònica, és una manera d'expressar el soroll disponible introduït per un component o una font. El soroll és quantificat en forma de temperatura en Kelvin.
Es pot calcular:
{\displaystyle T=1/Kb\times P/B}
on :
{\displaystyle P} : és la potència en wats
{\displaystyle B}: és l'amplada de banda en Hz
{\displaystyle Kb} : és la Constant de Boltzmann (1.381×10−23 J/K, joules per kelvin)
{\displaystyle T} : és la temperatura de soroll en ºKelvin

## Aplicacions
- Temperatura de soroll equivalent a l'entrada : en sistemes de telecomunicacions, és la suma de temperatures de soroll del sistema
- Temperatura de soroll en l'antena: és la temperatura de soroll calculada en l'antena